# Tetragnatha pilosa
Tetragnatha pilosa är en spindelart som beskrevs av Gillespie 1992. Tetragnatha pilosa ingår i släktet sträckkäkspindlar, och familjen käkspindlar. Inga underarter finns listade i Catalogue of Life.